# 꼬마긴수염고래
꼬마긴수염고래는 수염고래소목에 고래의 일종이다. 꼬마긴수염고래아과(Neobalaenidae)의 1속 1종이다. 몸길이 6-6.5m에 3-3.5t으로 수염고래 중에서는 가장 작은 편에 속한다. 이 고래는 2012년까지 멸종된 것으로 여겨졌던 수염고래 과인 케토테레스(cetotheres)의 일원일 가능성이 있다. C. marginata는 그 외에는 네오발라에나과(Neobalaenidae)의 유일한 구성원으로 간주되어 왔으며, Caperea 속의 유일한 종이다. 이 고래는 1846년 존 에드워드 그레이에 의해 처음 기술되었다. 이름과는 달리, 피그미혹고래는 그린란드혹고래(bowhead whale)와 혹고래(right whales)보다는 회색고래(gray whale)와 긴수염고래(rorquals)와 더 많은 공통점을 가질 수 있다. 피그미혹고래는 남반구의 온대 해역에서 발견되며, 요각류(copepods)와 크릴(euphausiids)을 먹는다. 이 고래의 개체수나 사회적 습성에 대해서는 거의 알려진 바가 없다. 다른 대부분의 수염고래들과는 달리, 피그미혹고래는 거의 포획 대상이 된 적이 없다.

## 분류

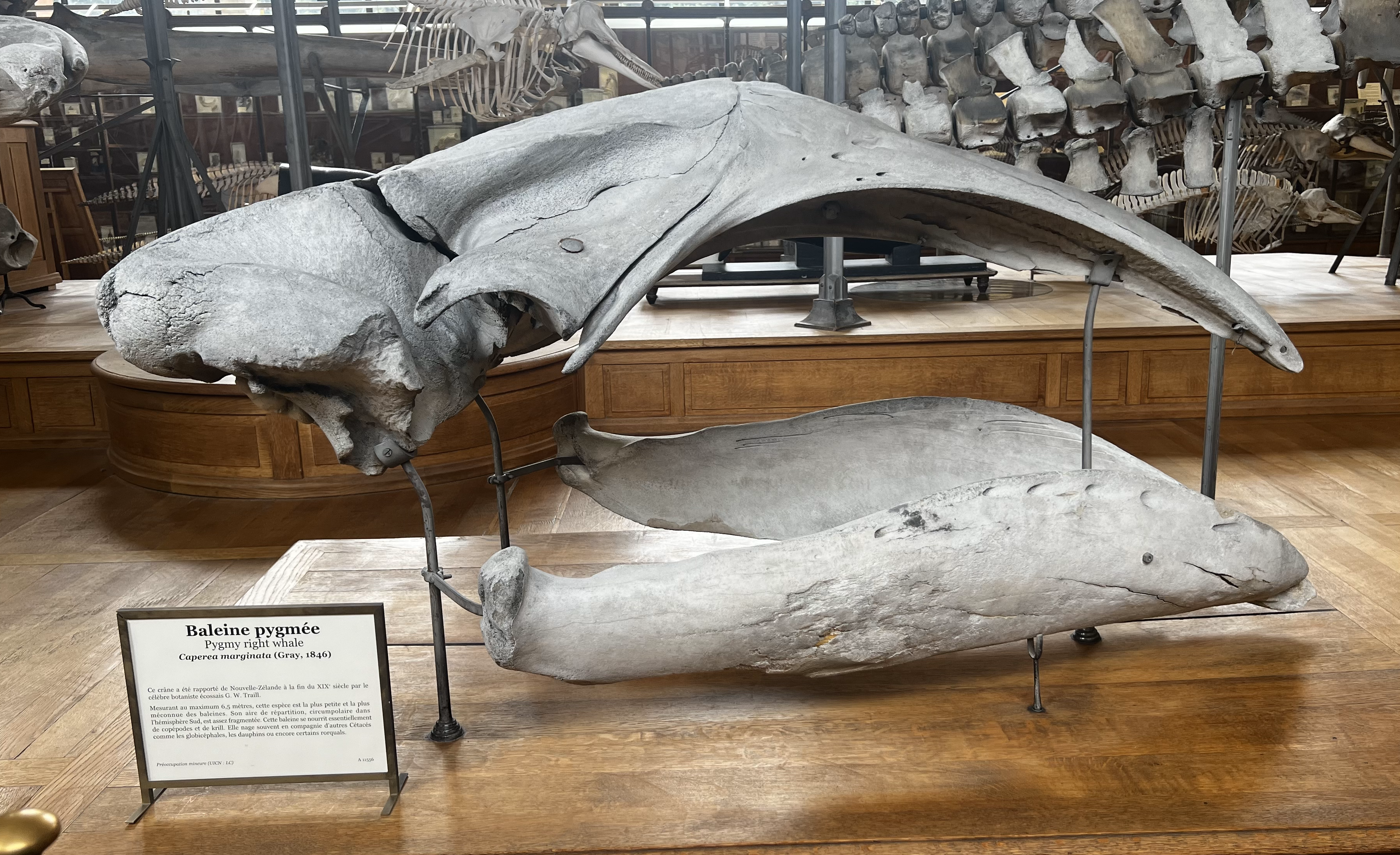
프랑스 국립자연사박물관의 두개골 전시

1839년부터 1845년까지 제임스 클라크 로스(James Clark Ross)의 항해 기간 중, 생물학자들은 참고래보다 작고 유사한 뼈와 수염판을 발견했다. 존 에드워드 그레이는 1846년 《HMS 에레버스 호와 테러 호의 항해에 관한 동물학》에서 이 새로운 종을 기술하고 Balaena marginata라는 이름을 붙였다. 1864년, 그레이는 또 다른 표본의 두개골과 뼈를 입수한 후 새로운 속인 Caperea를 제안했다. 6년 뒤인 1870년, 그는 Neobalaena라는 이름도 추가로 부여했다. 이후 그는 이 세 이름이 모두 같은 종을 가리킨다는 사실을 깨닫고, 최종적으로 Caperea marginata를 학명으로 확정했다. 여기서 caperea는 라틴어로 "주름"을 의미하며, 이는 이 고래의 귓뼈의 주름진 외형을 나타낸다. marginata는 "경계선이 있는"이라는 뜻으로, 일부 개체의 수염판 주변의 어두운 테두리를 지칭한다.
2012년 12월 18일 발표된 고생물학자 펠릭스 마르크스(Felix Marx)의 연구에서는, 피그미 참고래의 두개골 뼈가 멸종된 고래들과 매우 유사함이 밝혀졌으며, 이를 통해 이 종이 세토테리드(Cetotheriidae)의 현존 유일종, 즉 살아있는 화석임이 제시되었다. 2023년에 게놈 DNA 분석을 통해, 피그미 참고래가 바다이드고래보다는 로르콸(혹등고래, 긴수염고래 등)에 더 가깝다는 것이 확인되었으며, 이는 세토테리드와의 밀접한 관계와도 일치한다.
2012년, 이탈리아 고생물학자 미켈란젤로 비스콘티(Michelangelo Bisconti)는 페루에서 발견된 피그미 참고래의 화석 종 Miocaperea pulchra를 기술했다. 이 신종은 현재 살아 있는 종과 두개골의 몇 가지 형태가 다르지만, 비스콘티는 신참고래과(Neobalaenidae)의 단일기원(monophyly)을 확인했으며, Caperea marginata에서 보이는 로르콸과 유사한 특징은 평행 진화(parallel evolution)의 결과라고 결론지었다. 또, 이 화석은 현존 종의 분포보다 북쪽으로 약 2,000킬로미터(1,200마일) 떨어진 지역에서 발견된 것으로, 이는 환경 변화로 인해 신참고래과의 분포가 남쪽으로 이동했을 가능성을 시사한다.
2012년에는 또 다른 신원이 밝혀지지 않은 화석 종이 신참고래과로 잠정 분류되었고, 2018년에는 약 620만~540만 년 전(후기 마이오세, 메시니안 연대)의 Caperea 속 화석이 발견되었다.

## 외형 설명

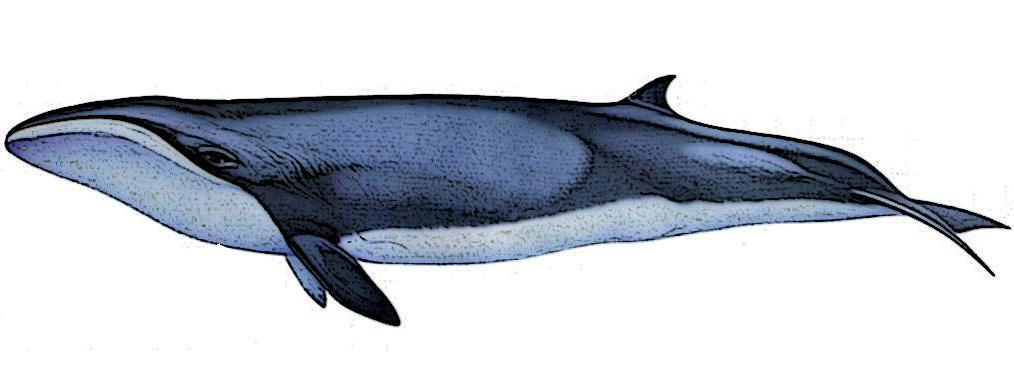
피그미 참고래의 예술가 복원 이미지

피그미 참고래는 관찰 사례가 매우 드물어 연구가 거의 이루어지지 않았다. 그러나 현재까지 알려진 수염고래 중 가장 작은 종임은 확실하다. 새끼는 태어날 때 약 1.6미터(5피트 3인치)에서 2.2미터(7피트 3인치) 정도일 것으로 추정되며, 1982년 태즈메이니아의 퍼킨스 베이에서 좌초된 6미터짜리 암컷에게서 약 2미터(6피트 7인치) 길이의 태아가 발견된 사례도 있다. 성적으로 성숙하는 시점은 약 5미터(16피트), 신체적으로 완전히 성숙하는 시점은 약 6미터(20피트)로 추정된다. 기록된 최장 수컷은 길이 6.1미터(20피트)로, 태즈메이니아 클라우디 베이에 좌초되었고, 최장 암컷은 6.45미터(21.2피트)로, 1981년 태즈메이니아 스탠리에서 좌초되었다. 피그미 참고래는 최대 약 3,430킬로그램(7,560파운드)까지 나갈 수 있다. 길이 6.21미터(20.4피트)의 암컷은 3,200킬로그램(7,100파운드), 5.47미터(17.9피트)의 수컷은 2,850킬로그램(6,280파운드)의 체중이 측정된 바 있다.
임신 기간, 수유 기간, 수명 등은 아직 알려지지 않았다. 이 고래가 일반적으로 활동성이 낮고 움직임이 적은 편이어서 연구용 개체를 찾기가 어려운 것이 자료 부족의 주된 이유로 여겨진다. 분수(blow)가 작고 흐릿하며, 수영 방식은 대개 천천히 물결치듯 움직이지만, 순간적으로 가속할 수도 있다. 등 쪽은 짙은 회색, 배 쪽은 연한 회색이며, 눈 뒤쪽에 V자형(chevron-shaped) 연한 무늬가 있는 경우가 많다. 이 색상과 외형은 소형 밍크고래(dwarf minke whale)나 남극 밍크고래(Antarctic minke whale)와 매우 유사하기 때문에, 바다에서 피그미 참고래를 식별할 때 턱과 지느러미를 주의 깊게 보지 않으면 혼동될 수 있다. 턱선은 다른 참고래류만큼 두드러지지 않기 때문에, 외형만으로는 밍크고래와 뚜렷이 구분되지 않을 수 있다. 길고 좁은 크림색 수염판과 뚜렷한 하얀 잇몸 라인이 가장 효과적인 구별 요소이다. 진짜 참고래들과 달리, 피그미 참고래는 피부 돌기(callosities)가 없다. 등지느러미는 초승달(falcate) 모양이며, 몸통의 약 4분의 3 지점에 위치해 있다. 밍크고래와 달리, 때때로 수면 위로 떠올라도 등지느러미가 보이지 않을 수 있으며, 잠수할 때 꼬리지느러미(fluke)를 들어 올리지 않는 점은 밍크고래와 유사하다. 피그미 참고래의 두개골과 골격은 현존하는 어떤 고래와도 다른 독특한 구조를 가지고 있다. 후두개골방패(supraoccipital shield)는 다른 고래에 비해 뒤쪽으로 더 길게 뻗어 있으며, 귓뼈(이소골)는 가로주름(lateral wrinkle)이 있고 전체적으로 사각형 형태를 띤다. 일곱 개의 경추(목뼈)가 모두 융합되어 있으며, 전체 척추뼈 수는 44개에 불과하다.
18쌍의 갈비뼈는 넓고 평평한 형태이며, 이는 척추의 39~45%를 구성한다. (다른 수염고래는 약 33%) 각 흉추(등뼈)는 날개처럼 넓은 가로돌기(transverse process)를 가지고 있고, 이 돌기들 대부분은 서로 겹친다. 그러나 갈비뼈의 등쪽 끝은 매우 얇아, 가로돌기와의 접촉이 거의 이루어지지 않는다.
꼬리 쪽의 축소된 천추·미추(sacrocaudal region)에는 퇴화된 골반뼈와 작은 Chevron 뼈가 있다. 지느러미에는 네 개의 손가락 뼈(지골, digits)가 있다. 폐와 심장은 비교적 작아, 피그미 참고래가 심해 잠수를 하지 않는 종일 가능성이 높다. 후두(larynx)는 다른 어떤 고래와도 다른 형태로 보고되어 있다.
다른 수염고래들처럼 피그미 참고래도 크고 부풀어오를 수 있는 후두낭(후두 주머니, laryngeal sac)을 갖고 있으나, 대부분의 수염고래들이 몸의 정중선에 따라 중앙 또는 좌측에 이 낭이 있는 반면, 피그미 참고래는 우측에 위치해 있다는 점이 특징적이다. 이 후두낭의 존재가 피그미 참고래의 긴 흉곽과 편평한 갈비뼈를 설명할 수 있는 한 가지 단서가 될 수 있지만, 특이한 갈비뼈의 기원에 대해서는 여러 가지 학설이 제기되고 있다.

## 행동과 생태
죽은 피그미 참고래의 위 내용물 분석 결과, 이 종은 요각류(copepods)와 크릴류(euphausiids)를 먹는 것으로 나타났다. 사회 구조나 짝짓기 구조에 대해서는 알려진 바 없다. 일반적으로 단독 또는 쌍으로 관찰되며, 때때로 다른 고래류(돌고래, 파일럿고래, 밍크고래, 세이고래 어미와 새끼 포함)와 함께 목격되기도 한다.
드물게 대규모 무리도 관찰되었는데,
- 2001년, 뉴질랜드에서 남동쪽으로 약 450km 떨어진 남태평양 46도 남위 지역에서 14마리가 함께 목격되었고,
- 1992년, 케이프 리우인 남서쪽 590km 해역에서 약 80마리가 함께 있는 것이 관찰되었다.[23]
- 또, 2007년 6월, 빅토리아 주 포틀랜드 남서쪽 40km 해역에서는 100마리가 넘는 무리가 관찰되었다.[23][24]

한편, 남아프리카 해역에서 포획된 길이 7.47m의 범고래(Orca)의 위 속에서 피그미 참고래 새끼의 꼬리지느러미, 지방층(blubber), 수염판(baleen)이 발견된 사례도 있다.

## 개체수 및 분포
피그미 참고래는 가장 연구가 적게 이루어진 고래류 중 하나이며, 2008년까지 바다에서의 목격 사례는 25건 이하였다. 이 종은 남반구에 서식하며, 대체로 30도 남위에서 55도 남위 사이의 범위 해역에서 전지구적으로(circumpolar) 분포하는 것으로 여겨진다.
개체는 다음 지역 연안에서 발견되었다:
- 칠레
- 티에라 델 푸에고
- 나미비아
- 남아프리카
- 오스트레일리아
- 뉴질랜드

또한, 태즈메이니아 연안에 상시 거주하는 집단이 있을 가능성도 제기되고 있다. 전체 개체수는 아직 파악되지 않았다.
특이하게도, 북반구에서 좌초된 사례(일탈 좌초 기록, extralimital stranding)가 한 건 보고된 바 있다.

## 포경과 고래 관찰
피그미 참고래는 몸집이 비교적 작고 분포가 드문 편이라, 포경의 대상이 되는 경우는 드물었다.
- 1917년, 남아프리카 해역에서 길이 3.39m(11.1피트)의 수컷이 포획된 바 있으며,[27]
- 1970년, 소련 포경선이 남대서양에서 과학적 목적으로 몇 마리를 포획한 기록이 있다.[28]또한 어망에 걸려 포획된 사례도 몇 건 알려져 있으나, 이러한 요인들이 전체 개체수에 중대한 영향을 끼쳤다고는 보지 않는다. 피그미 참고래에 대한 대부분의 정보는 해안에 좌초되어 발견된 개체를 통한 것이며, 바다에서 목격되는 일이 매우 드물기 때문에, 고래 관찰 투어의 주요 관찰 대상이 아니다.

## 보존
피그미 참고래는 「이동 야생동물 보호에 관한 협약(CMS)」 부속서 II에 등재되어 있다. 이 등재는 보존 상태가 불리하거나, 국제 협력을 통해 보존 효과를 볼 수 있는 종임을 의미한다. 또한, 피그미 참고래는「태평양 지역 고래류 및 서식지 보전을 위한 양해각서(Pacific Cetaceans MOU)」**의 보호 대상 종에도 포함되어 있다.

## 계통 분류
다음은 거테시 등(Gatesy et al..)의 계통 분류이다.
|  | 꼬마긴수염고래과                                          |
|  |                                                           |
|  | \| \| 귀신고래과 \| \| \| \| \| \| 수염고래과 \| \| \| \| |
|  |                                                           |
|  | 귀신고래과                                                |
|  |                                                           |
|  | 수염고래과                                                |
|  |                                                           |

|  | 귀신고래과 |
|  |            |
|  | 수염고래과 |
|  |            |

|  | 꼬마긴수염고래과                                          |
|  |                                                           |
|  | \| \| 귀신고래과 \| \| \| \| \| \| 수염고래과 \| \| \| \| |
|  |                                                           |
|  | 귀신고래과                                                |
|  |                                                           |
|  | 수염고래과                                                |
|  |                                                           |

|  | 귀신고래과 |
|  |            |
|  | 수염고래과 |
|  |            |

|  | 꼬마긴수염고래과                                          |
|  |                                                           |
|  | \| \| 귀신고래과 \| \| \| \| \| \| 수염고래과 \| \| \| \| |
|  |                                                           |
|  | 귀신고래과                                                |
|  |                                                           |
|  | 수염고래과                                                |
|  |                                                           |

|  | 귀신고래과 |
|  |            |
|  | 수염고래과 |
|  |            |

|  | 꼬마긴수염고래과                                          |
|  |                                                           |
|  | \| \| 귀신고래과 \| \| \| \| \| \| 수염고래과 \| \| \| \| |
|  |                                                           |
|  | 귀신고래과                                                |
|  |                                                           |
|  | 수염고래과                                                |
|  |                                                           |

|  | 귀신고래과 |
|  |            |
|  | 수염고래과 |
|  |            |

|  | 꼬마향고래과 |
|  |              |
|  | 향고래과     |
|  |              |

|  | 아마존강돌고래과 |
|  |                  |
|  | 라플라타돌고래과 |
|  |                  |

|  | 참돌고래과                                                |
|  |                                                           |
|  | \| \| 쇠돌고래과 \| \| \| \| \| \| 외뿔고래과 \| \| \| \| |
|  |                                                           |
|  | 쇠돌고래과                                                |
|  |                                                           |
|  | 외뿔고래과                                                |
|  |                                                           |

|  | 쇠돌고래과 |
|  |            |
|  | 외뿔고래과 |
|  |            |

|  | 아마존강돌고래과 |
|  |                  |
|  | 라플라타돌고래과 |
|  |                  |

|  | 참돌고래과                                                |
|  |                                                           |
|  | \| \| 쇠돌고래과 \| \| \| \| \| \| 외뿔고래과 \| \| \| \| |
|  |                                                           |
|  | 쇠돌고래과                                                |
|  |                                                           |
|  | 외뿔고래과                                                |
|  |                                                           |

|  | 쇠돌고래과 |
|  |            |
|  | 외뿔고래과 |
|  |            |

|  | 아마존강돌고래과 |
|  |                  |
|  | 라플라타돌고래과 |
|  |                  |

|  | 참돌고래과                                                |
|  |                                                           |
|  | \| \| 쇠돌고래과 \| \| \| \| \| \| 외뿔고래과 \| \| \| \| |
|  |                                                           |
|  | 쇠돌고래과                                                |
|  |                                                           |
|  | 외뿔고래과                                                |
|  |                                                           |

|  | 쇠돌고래과 |
|  |            |
|  | 외뿔고래과 |
|  |            |

|  | 아마존강돌고래과 |
|  |                  |
|  | 라플라타돌고래과 |
|  |                  |

|  | 참돌고래과                                                |
|  |                                                           |
|  | \| \| 쇠돌고래과 \| \| \| \| \| \| 외뿔고래과 \| \| \| \| |
|  |                                                           |
|  | 쇠돌고래과                                                |
|  |                                                           |
|  | 외뿔고래과                                                |
|  |                                                           |

|  | 쇠돌고래과 |
|  |            |
|  | 외뿔고래과 |
|  |            |

|  | 아마존강돌고래과 |
|  |                  |
|  | 라플라타돌고래과 |
|  |                  |

|  | 참돌고래과                                                |
|  |                                                           |
|  | \| \| 쇠돌고래과 \| \| \| \| \| \| 외뿔고래과 \| \| \| \| |
|  |                                                           |
|  | 쇠돌고래과                                                |
|  |                                                           |
|  | 외뿔고래과                                                |
|  |                                                           |

|  | 쇠돌고래과 |
|  |            |
|  | 외뿔고래과 |
|  |            |

|  | 아마존강돌고래과 |
|  |                  |
|  | 라플라타돌고래과 |
|  |                  |

|  | 참돌고래과                                                |
|  |                                                           |
|  | \| \| 쇠돌고래과 \| \| \| \| \| \| 외뿔고래과 \| \| \| \| |
|  |                                                           |
|  | 쇠돌고래과                                                |
|  |                                                           |
|  | 외뿔고래과                                                |
|  |                                                           |

|  | 쇠돌고래과 |
|  |            |
|  | 외뿔고래과 |
|  |            |

|  | 아마존강돌고래과 |
|  |                  |
|  | 라플라타돌고래과 |
|  |                  |

|  | 참돌고래과                                                |
|  |                                                           |
|  | \| \| 쇠돌고래과 \| \| \| \| \| \| 외뿔고래과 \| \| \| \| |
|  |                                                           |
|  | 쇠돌고래과                                                |
|  |                                                           |
|  | 외뿔고래과                                                |
|  |                                                           |

|  | 쇠돌고래과 |
|  |            |
|  | 외뿔고래과 |
|  |            |

|  | 아마존강돌고래과 |
|  |                  |
|  | 라플라타돌고래과 |
|  |                  |

|  | 참돌고래과                                                |
|  |                                                           |
|  | \| \| 쇠돌고래과 \| \| \| \| \| \| 외뿔고래과 \| \| \| \| |
|  |                                                           |
|  | 쇠돌고래과                                                |
|  |                                                           |
|  | 외뿔고래과                                                |
|  |                                                           |

|  | 쇠돌고래과 |
|  |            |
|  | 외뿔고래과 |
|  |            |

|  | 꼬마향고래과 |
|  |              |
|  | 향고래과     |
|  |              |

|  | 아마존강돌고래과 |
|  |                  |
|  | 라플라타돌고래과 |
|  |                  |

|  | 참돌고래과                                                |
|  |                                                           |
|  | \| \| 쇠돌고래과 \| \| \| \| \| \| 외뿔고래과 \| \| \| \| |
|  |                                                           |
|  | 쇠돌고래과                                                |
|  |                                                           |
|  | 외뿔고래과                                                |
|  |                                                           |

|  | 쇠돌고래과 |
|  |            |
|  | 외뿔고래과 |
|  |            |

|  | 아마존강돌고래과 |
|  |                  |
|  | 라플라타돌고래과 |
|  |                  |

|  | 참돌고래과                                                |
|  |                                                           |
|  | \| \| 쇠돌고래과 \| \| \| \| \| \| 외뿔고래과 \| \| \| \| |
|  |                                                           |
|  | 쇠돌고래과                                                |
|  |                                                           |
|  | 외뿔고래과                                                |
|  |                                                           |

|  | 쇠돌고래과 |
|  |            |
|  | 외뿔고래과 |
|  |            |

|  | 아마존강돌고래과 |
|  |                  |
|  | 라플라타돌고래과 |
|  |                  |

|  | 참돌고래과                                                |
|  |                                                           |
|  | \| \| 쇠돌고래과 \| \| \| \| \| \| 외뿔고래과 \| \| \| \| |
|  |                                                           |
|  | 쇠돌고래과                                                |
|  |                                                           |
|  | 외뿔고래과                                                |
|  |                                                           |

|  | 쇠돌고래과 |
|  |            |
|  | 외뿔고래과 |
|  |            |

|  | 아마존강돌고래과 |
|  |                  |
|  | 라플라타돌고래과 |
|  |                  |

|  | 참돌고래과                                                |
|  |                                                           |
|  | \| \| 쇠돌고래과 \| \| \| \| \| \| 외뿔고래과 \| \| \| \| |
|  |                                                           |
|  | 쇠돌고래과                                                |
|  |                                                           |
|  | 외뿔고래과                                                |
|  |                                                           |

|  | 쇠돌고래과 |
|  |            |
|  | 외뿔고래과 |
|  |            |

|  | 아마존강돌고래과 |
|  |                  |
|  | 라플라타돌고래과 |
|  |                  |

|  | 참돌고래과                                                |
|  |                                                           |
|  | \| \| 쇠돌고래과 \| \| \| \| \| \| 외뿔고래과 \| \| \| \| |
|  |                                                           |
|  | 쇠돌고래과                                                |
|  |                                                           |
|  | 외뿔고래과                                                |
|  |                                                           |

|  | 쇠돌고래과 |
|  |            |
|  | 외뿔고래과 |
|  |            |

|  | 아마존강돌고래과 |
|  |                  |
|  | 라플라타돌고래과 |
|  |                  |

|  | 참돌고래과                                                |
|  |                                                           |
|  | \| \| 쇠돌고래과 \| \| \| \| \| \| 외뿔고래과 \| \| \| \| |
|  |                                                           |
|  | 쇠돌고래과                                                |
|  |                                                           |
|  | 외뿔고래과                                                |
|  |                                                           |

|  | 쇠돌고래과 |
|  |            |
|  | 외뿔고래과 |
|  |            |

|  | 아마존강돌고래과 |
|  |                  |
|  | 라플라타돌고래과 |
|  |                  |

|  | 참돌고래과                                                |
|  |                                                           |
|  | \| \| 쇠돌고래과 \| \| \| \| \| \| 외뿔고래과 \| \| \| \| |
|  |                                                           |
|  | 쇠돌고래과                                                |
|  |                                                           |
|  | 외뿔고래과                                                |
|  |                                                           |

|  | 쇠돌고래과 |
|  |            |
|  | 외뿔고래과 |
|  |            |

|  | 아마존강돌고래과 |
|  |                  |
|  | 라플라타돌고래과 |
|  |                  |

|  | 참돌고래과                                                |
|  |                                                           |
|  | \| \| 쇠돌고래과 \| \| \| \| \| \| 외뿔고래과 \| \| \| \| |
|  |                                                           |
|  | 쇠돌고래과                                                |
|  |                                                           |
|  | 외뿔고래과                                                |
|  |                                                           |

|  | 쇠돌고래과 |
|  |            |
|  | 외뿔고래과 |
|  |            |

|  | 꼬마긴수염고래과                                          |
|  |                                                           |
|  | \| \| 귀신고래과 \| \| \| \| \| \| 수염고래과 \| \| \| \| |
|  |                                                           |
|  | 귀신고래과                                                |
|  |                                                           |
|  | 수염고래과                                                |
|  |                                                           |

|  | 귀신고래과 |
|  |            |
|  | 수염고래과 |
|  |            |

|  | 꼬마긴수염고래과                                          |
|  |                                                           |
|  | \| \| 귀신고래과 \| \| \| \| \| \| 수염고래과 \| \| \| \| |
|  |                                                           |
|  | 귀신고래과                                                |
|  |                                                           |
|  | 수염고래과                                                |
|  |                                                           |

|  | 귀신고래과 |
|  |            |
|  | 수염고래과 |
|  |            |

|  | 꼬마긴수염고래과                                          |
|  |                                                           |
|  | \| \| 귀신고래과 \| \| \| \| \| \| 수염고래과 \| \| \| \| |
|  |                                                           |
|  | 귀신고래과                                                |
|  |                                                           |
|  | 수염고래과                                                |
|  |                                                           |

|  | 귀신고래과 |
|  |            |
|  | 수염고래과 |
|  |            |

|  | 꼬마긴수염고래과                                          |
|  |                                                           |
|  | \| \| 귀신고래과 \| \| \| \| \| \| 수염고래과 \| \| \| \| |
|  |                                                           |
|  | 귀신고래과                                                |
|  |                                                           |
|  | 수염고래과                                                |
|  |                                                           |

|  | 귀신고래과 |
|  |            |
|  | 수염고래과 |
|  |            |

|  | 꼬마향고래과 |
|  |              |
|  | 향고래과     |
|  |              |

|  | 아마존강돌고래과 |
|  |                  |
|  | 라플라타돌고래과 |
|  |                  |

|  | 참돌고래과                                                |
|  |                                                           |
|  | \| \| 쇠돌고래과 \| \| \| \| \| \| 외뿔고래과 \| \| \| \| |
|  |                                                           |
|  | 쇠돌고래과                                                |
|  |                                                           |
|  | 외뿔고래과                                                |
|  |                                                           |

|  | 쇠돌고래과 |
|  |            |
|  | 외뿔고래과 |
|  |            |

|  | 아마존강돌고래과 |
|  |                  |
|  | 라플라타돌고래과 |
|  |                  |

|  | 참돌고래과                                                |
|  |                                                           |
|  | \| \| 쇠돌고래과 \| \| \| \| \| \| 외뿔고래과 \| \| \| \| |
|  |                                                           |
|  | 쇠돌고래과                                                |
|  |                                                           |
|  | 외뿔고래과                                                |
|  |                                                           |

|  | 쇠돌고래과 |
|  |            |
|  | 외뿔고래과 |
|  |            |

|  | 아마존강돌고래과 |
|  |                  |
|  | 라플라타돌고래과 |
|  |                  |

|  | 참돌고래과                                                |
|  |                                                           |
|  | \| \| 쇠돌고래과 \| \| \| \| \| \| 외뿔고래과 \| \| \| \| |
|  |                                                           |
|  | 쇠돌고래과                                                |
|  |                                                           |
|  | 외뿔고래과                                                |
|  |                                                           |

|  | 쇠돌고래과 |
|  |            |
|  | 외뿔고래과 |
|  |            |

|  | 아마존강돌고래과 |
|  |                  |
|  | 라플라타돌고래과 |
|  |                  |

|  | 참돌고래과                                                |
|  |                                                           |
|  | \| \| 쇠돌고래과 \| \| \| \| \| \| 외뿔고래과 \| \| \| \| |
|  |                                                           |
|  | 쇠돌고래과                                                |
|  |                                                           |
|  | 외뿔고래과                                                |
|  |                                                           |

|  | 쇠돌고래과 |
|  |            |
|  | 외뿔고래과 |
|  |            |

|  | 아마존강돌고래과 |
|  |                  |
|  | 라플라타돌고래과 |
|  |                  |

|  | 참돌고래과                                                |
|  |                                                           |
|  | \| \| 쇠돌고래과 \| \| \| \| \| \| 외뿔고래과 \| \| \| \| |
|  |                                                           |
|  | 쇠돌고래과                                                |
|  |                                                           |
|  | 외뿔고래과                                                |
|  |                                                           |

|  | 쇠돌고래과 |
|  |            |
|  | 외뿔고래과 |
|  |            |

|  | 아마존강돌고래과 |
|  |                  |
|  | 라플라타돌고래과 |
|  |                  |

|  | 참돌고래과                                                |
|  |                                                           |
|  | \| \| 쇠돌고래과 \| \| \| \| \| \| 외뿔고래과 \| \| \| \| |
|  |                                                           |
|  | 쇠돌고래과                                                |
|  |                                                           |
|  | 외뿔고래과                                                |
|  |                                                           |

|  | 쇠돌고래과 |
|  |            |
|  | 외뿔고래과 |
|  |            |

|  | 아마존강돌고래과 |
|  |                  |
|  | 라플라타돌고래과 |
|  |                  |

|  | 참돌고래과                                                |
|  |                                                           |
|  | \| \| 쇠돌고래과 \| \| \| \| \| \| 외뿔고래과 \| \| \| \| |
|  |                                                           |
|  | 쇠돌고래과                                                |
|  |                                                           |
|  | 외뿔고래과                                                |
|  |                                                           |

|  | 쇠돌고래과 |
|  |            |
|  | 외뿔고래과 |
|  |            |

|  | 아마존강돌고래과 |
|  |                  |
|  | 라플라타돌고래과 |
|  |                  |

|  | 참돌고래과                                                |
|  |                                                           |
|  | \| \| 쇠돌고래과 \| \| \| \| \| \| 외뿔고래과 \| \| \| \| |
|  |                                                           |
|  | 쇠돌고래과                                                |
|  |                                                           |
|  | 외뿔고래과                                                |
|  |                                                           |

|  | 쇠돌고래과 |
|  |            |
|  | 외뿔고래과 |
|  |            |

|  | 꼬마향고래과 |
|  |              |
|  | 향고래과     |
|  |              |

|  | 아마존강돌고래과 |
|  |                  |
|  | 라플라타돌고래과 |
|  |                  |

|  | 참돌고래과                                                |
|  |                                                           |
|  | \| \| 쇠돌고래과 \| \| \| \| \| \| 외뿔고래과 \| \| \| \| |
|  |                                                           |
|  | 쇠돌고래과                                                |
|  |                                                           |
|  | 외뿔고래과                                                |
|  |                                                           |

|  | 쇠돌고래과 |
|  |            |
|  | 외뿔고래과 |
|  |            |

|  | 아마존강돌고래과 |
|  |                  |
|  | 라플라타돌고래과 |
|  |                  |

|  | 참돌고래과                                                |
|  |                                                           |
|  | \| \| 쇠돌고래과 \| \| \| \| \| \| 외뿔고래과 \| \| \| \| |
|  |                                                           |
|  | 쇠돌고래과                                                |
|  |                                                           |
|  | 외뿔고래과                                                |
|  |                                                           |

|  | 쇠돌고래과 |
|  |            |
|  | 외뿔고래과 |
|  |            |

|  | 아마존강돌고래과 |
|  |                  |
|  | 라플라타돌고래과 |
|  |                  |

|  | 참돌고래과                                                |
|  |                                                           |
|  | \| \| 쇠돌고래과 \| \| \| \| \| \| 외뿔고래과 \| \| \| \| |
|  |                                                           |
|  | 쇠돌고래과                                                |
|  |                                                           |
|  | 외뿔고래과                                                |
|  |                                                           |

|  | 쇠돌고래과 |
|  |            |
|  | 외뿔고래과 |
|  |            |

|  | 아마존강돌고래과 |
|  |                  |
|  | 라플라타돌고래과 |
|  |                  |

|  | 참돌고래과                                                |
|  |                                                           |
|  | \| \| 쇠돌고래과 \| \| \| \| \| \| 외뿔고래과 \| \| \| \| |
|  |                                                           |
|  | 쇠돌고래과                                                |
|  |                                                           |
|  | 외뿔고래과                                                |
|  |                                                           |

|  | 쇠돌고래과 |
|  |            |
|  | 외뿔고래과 |
|  |            |

|  | 아마존강돌고래과 |
|  |                  |
|  | 라플라타돌고래과 |
|  |                  |

|  | 참돌고래과                                                |
|  |                                                           |
|  | \| \| 쇠돌고래과 \| \| \| \| \| \| 외뿔고래과 \| \| \| \| |
|  |                                                           |
|  | 쇠돌고래과                                                |
|  |                                                           |
|  | 외뿔고래과                                                |
|  |                                                           |

|  | 쇠돌고래과 |
|  |            |
|  | 외뿔고래과 |
|  |            |

|  | 아마존강돌고래과 |
|  |                  |
|  | 라플라타돌고래과 |
|  |                  |

|  | 참돌고래과                                                |
|  |                                                           |
|  | \| \| 쇠돌고래과 \| \| \| \| \| \| 외뿔고래과 \| \| \| \| |
|  |                                                           |
|  | 쇠돌고래과                                                |
|  |                                                           |
|  | 외뿔고래과                                                |
|  |                                                           |

|  | 쇠돌고래과 |
|  |            |
|  | 외뿔고래과 |
|  |            |

|  | 아마존강돌고래과 |
|  |                  |
|  | 라플라타돌고래과 |
|  |                  |

|  | 참돌고래과                                                |
|  |                                                           |
|  | \| \| 쇠돌고래과 \| \| \| \| \| \| 외뿔고래과 \| \| \| \| |
|  |                                                           |
|  | 쇠돌고래과                                                |
|  |                                                           |
|  | 외뿔고래과                                                |
|  |                                                           |

|  | 쇠돌고래과 |
|  |            |
|  | 외뿔고래과 |
|  |            |

|  | 아마존강돌고래과 |
|  |                  |
|  | 라플라타돌고래과 |
|  |                  |

|  | 참돌고래과                                                |
|  |                                                           |
|  | \| \| 쇠돌고래과 \| \| \| \| \| \| 외뿔고래과 \| \| \| \| |
|  |                                                           |
|  | 쇠돌고래과                                                |
|  |                                                           |
|  | 외뿔고래과                                                |
|  |                                                           |

|  | 쇠돌고래과 |
|  |            |
|  | 외뿔고래과 |
|  |            |

## 같이 보기
- 고래류의 종 목록